# Santa Rita (Pampanga)
Santa Rita is een gemeente in de Filipijnse provincie Pampanga op het eiland Luzon. Bij de laatste census in 2007 had de gemeente bijna 37 duizend inwoners.

## Geografie

### Bestuurlijke indeling
Santa Rita is onderverdeeld in de volgende 10 barangays:
| - Becuran - Dila Dila - San Agustin - San Basilio - San Isidro | - San Jose - San Juan - San Matias - San Vicente - Santa Monica |

## Demografie
Santa Rita had bij de census van 2007 een inwoneraantal van 36.723 mensen. Dit zijn 3.943 mensen (12,0%) meer dan bij de vorige census van 2000. De gemiddelde jaarlijkse groei komt daarmee uit op 1,58%, hetgeen lager is dan het landelijk jaarlijks gemiddelde over deze periode (2,04%). Vergeleken met de census van 1995 is het aantal mensen met 4.402 (13,6%) toegenomen.

De bevolkingsdichtheid van Santa Rita was ten tijde van de laatste census, met 36.723 inwoners op 29,76 km², 1086,1 mensen per km².

## Geboren in Santa Rita
- Satur Ocampo (7 april 1939), activist, politicus en journalist